# Hellweg (Baumarkt)

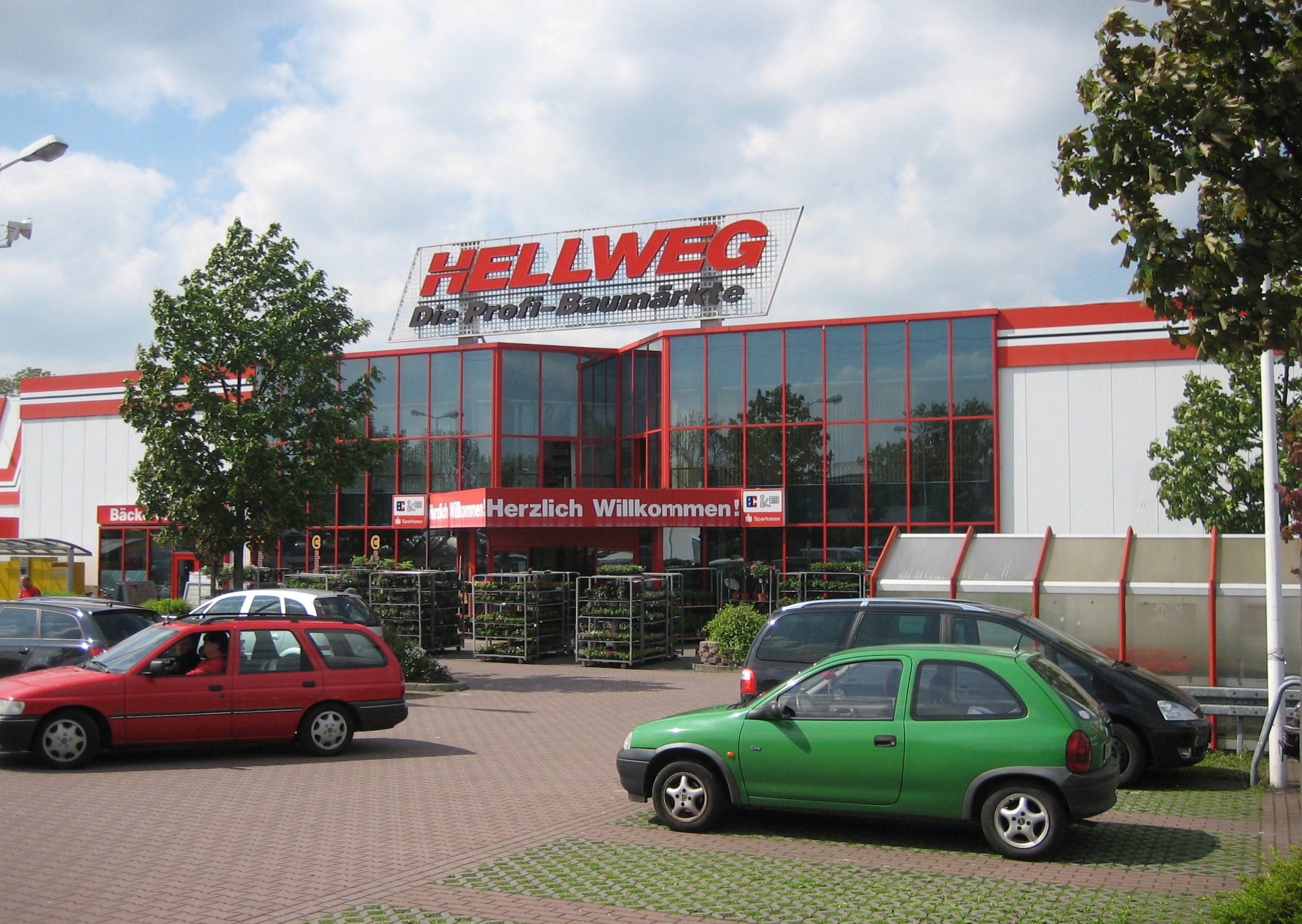
Ein Hellweg-Baumarkt in Dortmund, unweit des ehemaligen Standortes des ersten Hellweg-Baumarktes

Die MKD Vermögensverwaltungs Beteiligungs GmbH ist die Konzernobergesellschaft des Betreibers von Baumärkten und Gartencentern mit Sitz in Berlin. In der MKD sind die Baumärkte der Hellweg Die Profibaumärkte GmbH & Co. KG und die Gartencenter der Gartencenter Augsburg GmbH & Co. KG zusammengefasst. Diese Gesellschaften haben ihren Sitz in Dortmund.
Das Schwesterunternehmen BayWa Bau- und Gartenmärkte GmbH & Co. KG mit Sitz in Dortmund wird nicht in den Jahresabschluss der MKD einbezogen. Die 51 BayWa Bau- und Gartenmärkte mit insgesamt 266.000 m² Verkaufsfläche erreichten 2023 einen Umsatz von 258,7 Mio. Euro und beschäftigten 1.508 Mitarbeiter. Während sich die MKD vollständig im Besitz der Familie Semer (indirekt gehalten) befindet, ist an den BayWa-Baumärkten der BayWa-Konzern weiterhin mit 15 % beteiligt.

## Geschichte
Der erste Baumarkt mit etwa 500 m² Verkaufsfläche wurde 1971 am Brackeler Hellweg 20 in Dortmund-Brackel eröffnet. Die Baumarktkette hat sich nach der mittelalterlichen Handelsstraße Hellweg benannt. Gesellschafter waren Johann-Peter Schnitger, Unna (Holzgroßhandlung Beese in Unna) mit 75 % der Anteile und sein Steuerberater Reinhold Semer, Menden-Lendringsen mit 25 % der Anteile. 
2006 zog das Warenverteilzentrum für alle Hellweg-Märkte von Hamm-Uentrop nach Bönen um. 2011 startete der Online-Verkauf. 2012 übernahm Hellweg die BayWa Bau- & Gartenmärkte GmbH & Co. KG. 2015 wurde das neue Verteilzentrum der Hellweg-Gruppe in Hamm-Rhynern eingeweiht.
Vom Dortmunder Firmensitz aus werden 95 Hellweg-Märkte in Deutschland und Österreich sowie 51 BayWa-Bau- und Gartenmärkte in Süddeutschland betreut und gesteuert. Zur Unternehmensgruppe gehören außerdem die Gartencenter Augsburg mit sieben Standorten in Nordrhein-Westfalen.